# Гринап, Кристофер
Кристофер Гринап (англ. Christopher Greenup; ок. 1750 — 27 апреля 1818) — американский политик, член Палаты представителей США и 3-й губернатор Кентукки.

## Биография
Предположительно, Кристофер Гринап родился около 1750 года в округе Фэрфакс, колония Виргиния. Его родителями были Джон и Элизабет Гринап. Кристофер изучал межевание и право под руководством полковника Чарльза Биннса в округе Чарльз-Сити, штат Виргиния.
В 1781 году Гринап помог заселить территорию, ныне известную как округ Линкольн, штат Кентукки, где он работал межевистом и спекулянтом землёй. Он был допущен к юридической практике в окружном суде в 1782 году. В 1783 году он был принят в коллегию адвокатов окружного суда Гарродсбурга и работал клерком с 1785 по 1792 год. В 1783 году он стал одним из первых попечителей Трансильванской семинарии (позже ставшей Трансильванским университетом).
В 1785 году Гринап был избран представлять округ Фейетт на один срок в Палате делегатов Виргинии. Во время службы он был назначен в комитет с Бенджамином Логаном и Джеймсом Гаррардом, чтобы дать рекомендации о способах дальнейшего разделения территории, которая впоследствии станет штатом Кентукки. Комитет также отвечал за пересмотр актов и обследований, связанных с земельными и водными изысканиями в этом районе. Также комитет рекомендовал создание трёх новых округов — Бурбон, Мадисон и Мерсер. В 1785 году Гринап был назначен судьёй Мерсера.
Гринап был одним из основателей Политического клуба Данвилля, а в 1787 году присоединился к Обществу распространения полезных знаний Кентукки. В 1789 году он помог организовать Производственное общество Кентукки.
Гринап служил клерком на первом съезде штата Кентукки в Данвилле в 1784 году. Он был избран делегатом на второй и шестой съезды штата в 1785 и 1788 годах, а также был попечителем Данвилля в 1787 году.
Гринап был кандидатом на пост губернатора Кентукки в 1800 году, но занял второе место после Джеймса Гаррарда. Гаррард назначил Гринапа судьёй окружного суда в 1802 году. После того, как Сенат Кентукки отказался утвердить государственного секретаря Гаррарда Гарри Тулмина в качестве регистратора земельного управления, Гаррард выдвинул кандидатуру Гринапа. Однако Гринап намеревался ещё раз баллотироваться на пост губернатора.
Гринап подал в отставку с должности окружного судьи 5 июня 1804 года, чтобы снова баллотироваться на пост губернатора. 4 сентября 1804 года он был избран на пост. Во время его пребывания на посту государство учредило Банк Кентукки, в котором Гринап стал директором в 1807 году, и компанию каналов Огайо.
1 сентября 1808 года Гринап окончил своё пребывание на посту губернатора. После этого он был выбран президентским выборщиком по списку Джеймса Мэдисона и Джорджа Клинтона. В 1812 году он стал мировым судьёй в округе Франклин. В августе того же года государственный секретарь Кентукки Мартин Д. Хардин рекомендовал губернатору Исааку Шелби назначить Гринапа помощником государственного секретаря, что Шелби и сделал. 15 декабря 1812 года, когда Хардин ушёл в отставку, Шелби назначил Гринапа своим заместителем. Гринап прослужил на этой должности до своей отставки 13 марта 1813 года.
Кристофер Гринап умер 27 апреля 1818 года на курорте Блю-Лик-Спрингс. Похоронен на Франкфуртском кладбище.